# Buerås
Buerås är en tätort i Kungsbacka kommun i Hallands län.
Buerås är ett område beläget mitt på Onsalahalvön.

## Befolkningsutveckling
| Befolkningsutvecklingen i Buerås 1990–2020     | Befolkningsutvecklingen i Buerås 1990–2020 | Befolkningsutvecklingen i Buerås 1990–2020 | Befolkningsutvecklingen i Buerås 1990–2020 | Befolkningsutvecklingen i Buerås 1990–2020 |
| ---------------------------------------------- | ------------------------------------------ | ------------------------------------------ | ------------------------------------------ | ------------------------------------------ |
|                                                |                                            |                                            |                                            |                                            |
| År                                             |                                            |                                            | Folkmängd                                  | Areal (ha)                                 |
| 1990                                           | 1990                                       |                                            | 373                                        | 43                                         |
| 1995                                           | 1995                                       |                                            | 445                                        | 54                                         |
| 2000                                           | 2000                                       |                                            | 522                                        | 55                                         |
| 2005                                           | 2005                                       |                                            | 556                                        | 55                                         |
| 2010                                           | 2010                                       |                                            | 708                                        | 57                                         |
| 2015                                           | 2015                                       |                                            | 754                                        | 91                                         |
| 2020                                           | 2020                                       |                                            | 768                                        | 91                                         |
| Anm.: Ny tätort 1990, införlivade Håkulla 2023 |                                            |                                            |                                            |                                            |